# Iponya
Iponya è una circoscrizione rurale (rural ward) della Tanzania situata nel distretto di Mbogwe, regione di Geita. Conta una popolazione di 13 417 abitanti (censimento 2012).